# Perudykpetrell
Perudykpetrell (Pelecanoides garnotii) är en fågel i familjen liror inom ordningen stormfåglar.

## Utseende
Dykpetreller är små, havslevande fåglar med korta vingar och kort stjärt, förvånansvärt lika alkor på norra halvklotet. De flyger snabbt och direkt tätt över vattenytan med svirrande vingar, ibland rakt ner i vattnet (därav namnet dykpetreller). Simmande fågel påminner om små pingviner eller alkor. 
Perudykpetrellen är en liten och knubbig svartvit petrell, 22 centimeter lång, som flyger lågt över vattnet på snabba, svirrande vingar. Den är mestadels svart ovan och vit under, med vita spetsar på skapularerna som skapar ett blekt streck. Ansiktet och sidan av halsen är brunare och bröstets sidor är sotiga. Liknande magellandykpetrell har vita kanter på ovansidans fjädrar och ett karakteristiskt halvt halsband från strupen bakom ögat till baksidan av hjässan.

## Utbredning och status
Fågeln förekommer utmed karga kuster i Peru och norra Chile. Den häckade tidigare på öar från Isla Lobos de Tierra i Peru till Isla Chiloé i Chile i stora antal, exempelvis cirka 100 000 par enbart på den chilenska ön Isla Chañaral utanför Chile 1938, men har sen dess minskat mycket kraftigt till följd av en kombination av faktorer: habitatförstörelse orsakad av guanoextraktion, jakt, predation från råttor och hundar på häckningsplats, bifångst vid fiske samt ökad förekomst av El Niño. Fram tills nyligen kategoriserades den därför som starkt hotad av internationella naturvårdsunionen IUCN. Med tanke på populationsökningen nedgraderade IUCN perudykpetrellens hotstatus rejält, till nära hotad, vilket innebär att den inte längre anses vara utrotningshotad. IUCN noterar dock att dess levnadsmiljö fortsätter att försämras till följd av invasiva arter, fiskeindustrin och klimatförändringar och om detta fortsätter riskerar arten att uppgraderas igen.
Idag är artens starkaste fäste ögrupperna San Gallán och La Vieja utanför Peru. Där häckade 12 000–13 000 par 1995–1996, men en i en studie av ögruppen La Vieja 2010 noterades över 100.000 aktiva bon varav 36.450 var upptagna, vilket tyder på att arten ökat betänkligt sedan mitten av 1990-talet. 2005 upptäcktes även två små kolonier på ön Corcovado 700 kilometer norr om La Vieja. Beståndet i Peru uppskattas idag till åtminstone 40 000 par, medan det i Chile tros häcka 12 500 par, varav 95 % på Isla Choros, med mindre antal på Isla Pan de Azúcar, Isla Grande de Atacama, Isla Pájaros och Isla Fernández Vial.

## Ekologi
Arten gräver ut djupa gångar för häckning i tjock guano, men även i sandiga gjordar.  Den kan också använda naturliga utrymmen i klippartier. Häckning har konstaterats året runt, troligen två gånger per år, med minst aktivitet i november. Utanför häckningstid ses den nära häckningsplats. Vid La Vieja i Peru består huvudfödan av fiskarten Engraulis ringens, krillarten Euphausia mucronata samt trollhummerarten Pleuroncodes monodon.

## Systematik
Dykpetrellerna ansågs tidigare utgöra en egen familj, Pelecanoididae, men inkorporeras numera i familjen liror (Procellariidae) efter genetiska studier. Perudykpetrellen behandlas som monotypisk, det vill säga att den inte delas in i några underarter.

## Namn
Fågelns vetenskapliga artnamn hedrar Prosper Garnot (1794-1838), fransk kirurg, naturforskare och samlare.